# Allen Obando
Allen Aldair Obando Ayoví (Quito, 13 giugno 2006) è un calciatore ecuadoriano, attaccante dell'Inter Miami, in prestito dal Barcelona SC, e della nazionale ecuadoriana.

## Caratteristiche tecniche
È un centravanti.

## Carriera

### Club
È cresciuto nel settore giovanile del Barcelona SC dove ha debuttato l'8 agosto 2022 nell'incontro di Serie A vinto 4-1 contro il Mushuc Runa, fallendo un rigore pochi minuti dopo il suo ingresso. Il 25 settembre 2023 ha segnato il suo primo gol nella trasferta vinta 2-1 contro il Deportivo Cuenca e l'11 ottobre seguente è stato inserito dal quotidiano britannico The Guardian nella lista dei migliori calciatori nati nel 2006 in tutto il mondo.

### Nazionale
Nel 2023 con la nazionale ecuadoriana Under-17 ha partecipato al campionato sudamericano perso in finale contro il Brasile ed al campionato mondiale di categoria.
Il 22 marzo 2024 ha debuttato con la nazionale maggiore nell'incontro amichevole vinto 2-0 contro il Guatemala.

## Statistiche

### Presenze e reti nei club
Statistiche aggiornate al 7 aprile 2025.
| Stagione            | Squadra             | Campionato          | Campionato | Campionato | Coppe nazionali | Coppe nazionali | Coppe nazionali | Coppe continentali | Coppe continentali | Coppe continentali | Altre coppe | Altre coppe | Altre coppe | Totale | Totale | Totale |
| Stagione            | Squadra             | Comp                | Pres       | Reti       | Comp            | Pres            | Reti            | Comp               | Pres               | Reti               | Comp        | Pres        | Reti        | Pres   | Reti   |        |
| ------------------- | ------------------- | ------------------- | ---------- | ---------- | --------------- | --------------- | --------------- | ------------------ | ------------------ | ------------------ | ----------- | ----------- | ----------- | ------ | ------ | ------ |
| 2022                | Barcelona SC        | A                   | 2          | 0          | -               | -               | -               | -                  | -                  | -                  | -           | -           | -           | 2      | 0      |        |
| 2023                | Barcelona SC        | A                   | 6          | 1          | -               | -               | -               | CL+CS              | 0                  | 0                  | -           | -           | -           | 6      | 1      |        |
| 2024                | Barcelona SC        | A                   | 13         | 3          | -               | -               | -               | CL+CS              | 2+0                | 0                  | -           | -           | -           | 15     | 3      |        |
| Totale Barcelona SC | Totale Barcelona SC | Totale Barcelona SC | 21         | 4          |                 | -               | -               |                    | 2                  | 0                  |             | -           | -           | 23     | 4      |        |
| 2025                | Inter Miami         | MLS                 | 1          | 0          | -               | -               | -               | CCC                | 0                  | 0                  | LC+Cmc      | -           | -           | 1      | 0      |        |
| Totale carriera     | Totale carriera     | Totale carriera     | 22         | 4          |                 | -               | -               |                    | 2                  | 0                  |             | -           | -           | 24     | 4      |        |

### Cronologia presenze e reti in nazionale
| Cronologia completa delle presenze e delle reti in nazionale ― Ecuador | Cronologia completa delle presenze e delle reti in nazionale ― Ecuador | Cronologia completa delle presenze e delle reti in nazionale ― Ecuador | Cronologia completa delle presenze e delle reti in nazionale ― Ecuador | Cronologia completa delle presenze e delle reti in nazionale ― Ecuador | Cronologia completa delle presenze e delle reti in nazionale ― Ecuador | Cronologia completa delle presenze e delle reti in nazionale ― Ecuador | Cronologia completa delle presenze e delle reti in nazionale ― Ecuador |
| Data                                                                   | Città                                                                  | In casa                                                                | Risultato                                                              | Ospiti                                                                 | Competizione                                                           | Reti                                                                   | Note                                                                   |
| ---------------------------------------------------------------------- | ---------------------------------------------------------------------- | ---------------------------------------------------------------------- | ---------------------------------------------------------------------- | ---------------------------------------------------------------------- | ---------------------------------------------------------------------- | ---------------------------------------------------------------------- | ---------------------------------------------------------------------- |
| 22-3-2024                                                              | Harrison                                                               | Ecuador                                                                | 2 – 0                                                                  | Guatemala                                                              | Amichevole                                                             | -                                                                      | 79’                                                                    |
| 24-3-2024                                                              | Harrison                                                               | Ecuador                                                                | 0 – 2                                                                  | Italia                                                                 | Amichevole                                                             | -                                                                      | 79’                                                                    |
| Totale                                                                 |                                                                        | Presenze                                                               | 2                                                                      |                                                                        | Reti                                                                   | 0                                                                      |                                                                        |